# Título de xadrez

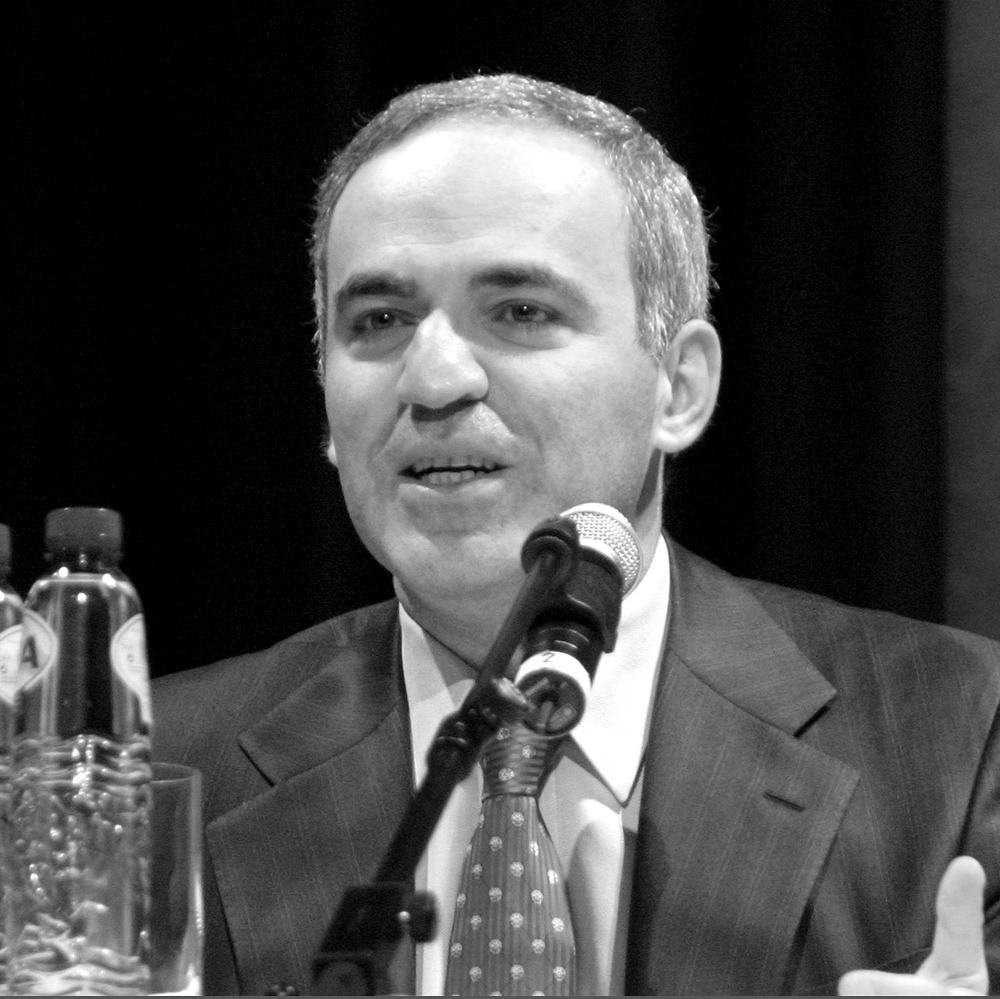
Grande Mestre Garry Kasparov (2007)

Um título de xadrez é um título regulamentado por um órgão regulador do xadrez e concedido aos jogadores com base em seu desempenho e classificação. Esses títulos geralmente são concedidos vitaliciamente. O órgão internacional de xadrez FIDE concede vários títulos, o mais prestigiado dos quais é Grande Mestre; muitas federações nacionais de xadrez também concedem títulos como "Mestre Nacional". De forma mais ampla, o termo "mestre" pode referir-se a qualquer jogador de xadrez altamente qualificado.

## Títulos internacionais

### Títulos FIDE
- Grande Mestre (GM) é o título mais alto que um jogador de xadrez pode alcançar. A maneira usual de um jogador se qualificar para o título de Grande Mestre é alcançar uma classificação FIDE de 2.500 de uma só vez e três resultados favoráveis em torneios (chamados normas) envolvendo outros Grandes Mestres, incluindo alguns de países diferentes do candidato.
- Mestrado Internacional (IM). Requer uma classificação mínima de 2.400 e três normas, enquanto os requisitos para atingir uma norma são reduzidos em comparação com o título de GM.
- Mestre FIDE (FM). Requer uma classificação mínima de 2.300. Nenhuma norma é necessária.
- Candidato a Mestre (CM). Requer uma classificação mínima de 2.200. Nenhuma norma é necessária.

Os títulos listados acima estão abertos a homens e mulheres. Títulos separados apenas para mulheres estão disponíveis
- Mulher Grande Mestre (WGM) Requer uma classificação mínima de 2.300 e três normas.
- Woman International Master (WIM) Requer uma classificação mínima de 2.200 e três normas, enquanto os requisitos para atingir uma norma são reduzidos em comparação com o título WGM.
- Mulher FIDE Master (WFM) Requer uma classificação mínima de 2100. Nenhuma norma é necessária.
- Woman Candidate Master (WCM) Requer uma classificação mínima de 2.000. Nenhuma norma é necessária.

Começando com Nona Gaprindashvili em 1978, 41 mulheres também conquistaram o título de GM.
Para cada título acima, existem maneiras alternativas de alcançá-lo, atuando no topo ou próximo ao topo de certos torneios de alto nível. Por exemplo, o título de GM é concedido ao vencedor do Campeonato Mundial Júnior.
A FIDE também concede títulos para jogadores de "faixa inferior", independentemente do sexo, através da FIDE Online Arena:
- Grande Mestre da Arena (AGM). Requer uma classificação FIDE online mínima de 2.000.
- Arena Internacional Master (AIM). Requer uma classificação FIDE online mínima de 1700.
- Arena FIDE Master (AFM). Requer uma classificação FIDE online mínima de 1400.
- Arena Candidato Mestre (ACM). Requer uma classificação FIDE online mínima de 1200.

Não há normas exigidas para nenhum dos títulos de arena, porém o jogador deve manter uma classificação online da FIDE de pelo menos o mínimo exigido para pelo menos 150 jogos bullet, 100 jogos blitz ou 50 jogos rápidos consecutivos. A FIDE também concede títulos para árbitros e treinadores.

### Títulos nacionais
Algumas federações nacionais de xadrez concedem títulos como "Mestre Nacional" (NM). As federações nacionais de xadrez são livres para estabelecer quaisquer padrões que queiram para tais títulos, que não são reconhecidos pela FIDE. Os padrões para títulos "Master" em diferentes países variam, mas geralmente são baseados em critérios como atingir uma determinada classificação (normalmente cerca de 2.200 Elo), atingir o número necessário de performances em torneios ("normas") em um determinado nível, ou apresentar-se com destaque no campeonato nacional do país. Em alguns casos, pode estender-se a títulos honorários atribuídos a (por exemplo) proeminentes administradores de xadrez, patronos empresariais ou políticos. Desde a introdução do título FIDE Master (FM) em 1978, algumas federações como as da Irlanda e da Alemanha deixaram de conceder títulos de Master Nacional, aparentemente considerando-os obsoletos.

#### Estados Unidos
A USCF atualmente concede um título nacional para quem alcança uma classificação de 2.200 (mestre):
| Título             | Avaliação |
| ------------------ | --------- |
| Mestre Sênior      | 2.400     |
| Mestre da Vida     | 2.300     |
| Mestre             | 2.200     |
| Candidato a Mestre | 2.000     |
| 1ª Categoría       | 1.800     |
| 2ª Categoría       | 1.600     |
| 3ª Categoría       | 1.400     |
| 4ª Categoría       | 1.200     |

##### Especialista
| Categoria       | Faixa de classificação |
| --------------- | ---------------------- |
| Mestre Sênior   | Mais de 2.400          |
| Mestre Nacional | Mais de 2.200          |
| Especialista    | 2.000–2.199            |
| Classe A        | 1.800–1.999            |
| Classe B        | 1.600–1.799            |
| Classe C        | 1.400–1.599            |
| Classe D        | 1.200–1.399            |
| Classe E        | 1.000–1.199            |
| Classe F        | 800–999                |
| Classe G        | 600–799                |
| Classe H        | 450–599                |
| Classe I        | 200–449                |
| Classe J        | Menos de 200           |

Especialista em xadrez é um título concedido pela Federação de Xadrez dos Estados Unidos (USCF). É concedido a jogadores de xadrez com notas de 2.000 a 2.199. Os jogadores com classificação acima são mestres, enquanto os jogadores abaixo são jogadores de classe. Aproximadamente 50.000 jogadores de xadrez têm classificações USCF, dos quais aproximadamente 2.500 são classificados como 2.000 ou melhor. Assim, os especialistas em xadrez estão entre os 5% melhores jogadores de xadrez dos torneios da USCF. Desde 2008, a USCF também concede títulos de Candidate Master a jogadores que atingem cinco 'normas' baseadas em desempenho em torneios e também possuem uma classificação acima de 2.000. Assim como o título de Mestre, os títulos de Candidato a Mestre são concedidos vitaliciamente.
O título de especialista em xadrez não é vitalício. Cada vez que um jogador de xadrez de torneio joga uma partida, sua classificação sobe ou desce dependendo do resultado do jogo e da força de seu oponente. Se a classificação de um especialista em xadrez cair abaixo de 2.000, ele não será mais um especialista em xadrez (embora mantenha o título de Candidato a Mestre, se tiver sido obtido de acordo com os critérios acima). Isto contrasta com os títulos internacionais concedidos pela FIDE, que são concedidos para toda a vida. Nos países europeus o termo “especialista” não é utilizado. Em vez disso, os jogadores desse nível são chamados de "Candidatos Mestres", embora o título FIDE Candidate Master geralmente exija uma classificação mais alta (2200 FIDE).
É possível (e comum), no entanto, que jogadores nos Estados Unidos tenham uma classificação que os coloque na categoria 'especialista', mantendo ao mesmo tempo o título de 'Mestre da Vida' ou 'Mestre Nacional'. O título de 'mestre' é concedido a qualquer pessoa que atenda aos critérios estabelecidos pela USCF, incluindo ter sido classificado uma vez acima de 2.200. Assim como os títulos FIDE de Mestre FIDE, Mestre Internacional e Grande Mestre, o título de 'Mestre' é concedido vitalício. Jogadores com classificação inferior a 2.200, mas que conquistaram o título de 'National Master' ou 'Life Master', são, segundo a USCF, ainda chamados de 'masters'.
A primeira lista de classificação da USCF foi publicada em dezembro de 1950. Nessa lista, os especialistas eram jogadores classificados de 2.100 a 2.300 e os mestres eram jogadores classificados de 2.300 a 2.500. No entanto, em poucos anos, descobriu-se que as classificações estavam diminuindo rapidamente. Como resultado, as classificações caíram 100 pontos, de modo que, desde então, os especialistas foram avaliados entre 2.000 e 2.200. Em 1960, a USCF adotou o novo sistema de classificação Elo, substituindo o sistema Harkness original. Tem havido ajustes contínuos nesse sistema desde então, com o objetivo principal de estabilizar o sistema de classificação contra as forças da inflação e da deflação, de modo que um especialista em xadrez hoje tenha aproximadamente a mesma força que um especialista em xadrez tinha há vinte ou quarenta anos.
Esta informação aqui declarada também se aplica no Canadá, sob os auspícios da Federação Canadense de Xadrez (CFC), com uma diferença sendo que a Classe E abrange todos os jogadores com classificação inferior a 1.200. Distinções de classe semelhantes também podem ser aplicadas em outras federações nacionais de xadrez.

##### Mestre
A Federação de Xadrez dos Estados Unidos (USCF) concede o título de Mestre Nacional a qualquer pessoa que atinja uma classificação USCF de 2.200, e o título de Mestre Sênior a qualquer pessoa que atinja uma classificação USCF de 2.400, juntamente com certas 'normas' baseadas em desempenho durante o torneio. jogar. A USCF também concede o título Life Master a qualquer pessoa que possua uma classificação de 2.200 em um total de 300 ou mais jogos em sua vida.
Nos Estados Unidos, o título de "Mestre Nacional" é concedido vitaliciamente, independentemente de a classificação de um Mestre Nacional cair posteriormente abaixo de 2.200 Em agosto de 2002, esta posição foi codificada (após ser reconhecida como o status quo existente) pelo Conselho de Políticas da USCF com a aprovação de uma moção declarando "Qualquer membro da USCF que tenha tido uma classificação regular pós-torneio de 2.200 ou superior (publicada ou não) demonstrou um nível significativo de habilidade no xadrez e é reconhecido ao receber automaticamente o título vitalício de Mestre Nacional."

##### Mestre da Vida
Mestre da Vida é um título de xadrez concedido pela Federação de Xadrez dos Estados Unidos (USCF). Para receber este título, é necessário possuir uma classificação de mestre superior a 2.200 em pelo menos 300 jogos de xadrez de torneio classificados pela USCF.
Durante a década de 1990, a USCF também concedeu o título de "Life Master" com base em um sistema diferente e mais complexo que era semelhante ao 'sistema normativo' de atribuição de títulos da FIDE. Este método de alcançar o Life Master foi oficialmente reconhecido pela USCF em 1º de janeiro de 1996. O sistema de "norma de classe" foi posteriormente descontinuado, e os jogadores que tiveram ou posteriormente receberam o título com base em 300 jogos foram renomeados como "Original Life Masters". Na prática, a distinção raramente é feita. Os Life Masters originais tiveram que jogar 300 partidas como Master sem cair abaixo de 2.200 em sua classificação ou a contagem recomeçaria.
Como o nome deste título indica, este título é vitalício, independentemente de qualquer diminuição subsequente na classificação. Assim, é possível ter um jogador com uma classificação USCF de 2100 (ou inferior) que seja um Life Master, embora isso seja incomum para 'Original Life Masters' (uma vez que tal classificação mínima só pode ser eliminada pela própria USCF), que têm uma classificação mínima de 2.200.